# Копенгагена не существует
«Копенгагена не существует» (дат. København findes ikke) — художественный фильм датского режиссёра Мартина Сковбьерга, главные роли в котором сыграли Йонас Хольст Шмидт и Ангела Бундалович. Он вышел в мировой прокат 22 июня 2023 года.

## Сюжет
Главные герои фильма — Ида и Сандер, которые случайно встречаются на улицах Копенгагена. Между ними завязывается бурный роман. Однако позже Ида бесследно исчезает, и Сандер становится основным подозреваемым по делу об убийстве.

## В ролях
- Йонас Хольст Шмидт — Сандер
- Ангела Бундалович — Ида
- Вилмер Трир Брёггер — Виктор
- Златко Бурич — Порат
- Кристофер Лессо — Марсело

## Премьера и восприятие
Премьера фильма состоялась на Международном фестивале в Роттердаме. 22 июня 2023 года он вышел в прокат.
Российский кинокритик Стас Тыркин охарактеризовал картину как «стильный скандинавский нуар, в меру запутанный психологический триллер и философская мелодрама о силе любви, сбивающей с ног и заставляющей человека видеть в предмете своей любви совсем не то, чем он является на самом деле». Давиде Аббатецианни (Cineuropa) отметил высокий уровень актёрской игры (в особенности Брёггера) и похвалил операторскую работу.